# Lidija Fiedosiejewa-Szukszyna
Lidija Nikołajewna Fiedosiejewa-Szukszyna (ros. Ли́дия Никола́евна Федосе́ева-Шукшина́; ur. 25 września 1938 w Leningradzie) – radziecka i rosyjska aktorka filmowa. W Polsce najbardziej znana z roli Genowefy (Gieni) Smoliwąs z serialu Ballada o Januszku z 1988.

## Życiorys
W 1964 ukończyła Wszechrosyjski Państwowy Instytut Kinematografii im. S.A. Gierasimowa w Moskwie.
Jej drugim mężem był aktor, reżyser i pisarz Wasilij Szukszyn.

## Filmografia
- 1955 – Dwaj kapitanowie − asystentka Żukowa
- 1959 – Katia-Katiusza − Dina
- 1959 – Maturzystki − Tania
- 1969 – Dziwni ludzie − Lidia Nikołajewna
- 1971 – Daurija
- 1972 – Pogwarki − Niura, żona Iwana[3]
- 1974 – Kalina czerwona − Luba Bajkałowa
- 1975 – Oni walczyli za ojczyznę
- 1976 – Dwanaście krzeseł
- 1976 – Gwiżdżę na wszystko! − Lida[4]
- 1976 – Klucz bez prawa przekazania − Emma Pawłowna[5]
- 1977 – Wezwij mnie w świetlistą dal − Grusza Wiesiełowa[6]
- 1977 – Nieszczęście – Zinaida
- 1979 – Do krwi ostatniej − Jekaterina Pawłowna, gospodyni Ani i Zygmunta Gawlików
- 1979 – Żona odeszła... − Tania, przyjaciółka Wiery[7]
- 1980 – Jesienny urlop − Oksana[8]
- 1984 – Martwe dusze
- 1987 – Sonata Kreutzerowska − matka Lizy
- 1988 – Ballada o Januszku – Genowefa "Gienia" Smoliwąs (głosu użyczyła Krystyna Królówna[9])
- 1994 – Hrabina Szeremietiewa − caryca Katarzyna II
- 1998 – Książę Jurij Dołgoruki
- 2001 – Wieczory na chutorze niedaleko Dikańki − caryca Katarzyna II
- 2002 – Intymne życie Sebastiana Bachowa
- 2004 – Złodzieje i prostytutki − stara Tina Modotti
- 2009 – Terrorystka Iwanowa (serial) − sędzia Blinowa

## Nagrody i wyróżnienia
- Ludowa Artystka RFSRR (1984)